# Atimura proxima
Atimura proxima là một loài bọ cánh cứng trong họ Cerambycidae.